# Josef Neckermann
Josef Carl Peter Neckermann (Wurtzburgo, 5 de junho de 1912 – Dreieich, 13 de janeiro de 1992) foi um adestradora alemão, campeão olímpico. 

## Carreira
Josef Neckermann representou seu país nos Jogos Olímpicos de 1960, 1964, 1968 e 1972, na qual conquistou a medalha de ouro no adestramento por equipes em 1964 e 1972.